# Onofre Guinovart Escrivà
Onofre Guinovart Escrivà (Algemesí, 1638 - Algemesí, 1718) va ser un organista, mestre de capella i compositor valencià.
El 1653 era organista a la parròquia de Sant Jaume

El 1669 oposità a la plaça de mestre de capella de la parròquia de Santa Maria d'Ontinyent

El 1677 oposità a la plaça de mestre de capella del Patriarca, que guanyà Anicet Baylon.

El 1684 era examinador del tribunal que aprovà Màxim Rios com a mestre de capella del Patriarca.

El 1713 era examinador del tribunal que aprovà Pere Rabassa com a mestre de capella de la Seu

## Obres
- València, Arxiu de la Seu
  - Missa Ad honorem Beatae Mariae Virginis,[4] a 7 veus amb BC.
  - Lauda a 8
  - Altres 5 obres a 5, 10 i 12 veus.
- El Escorial[5]